# Princesa Belle-Etoile
"Princesa Belle-Etoile" é um francês literário de conto de fadas escrito por Madame d''Aulnoy. a Sua origem para o conto foi Ancilotto, Rei de Provino, por Giovanni Francesco Straparola.
Ele é classificado como tipo de conto de fadas nº 707 Aarne-Thompson: a dança da água, o canto da apple, e a língua do pássaro.

## Sinopse

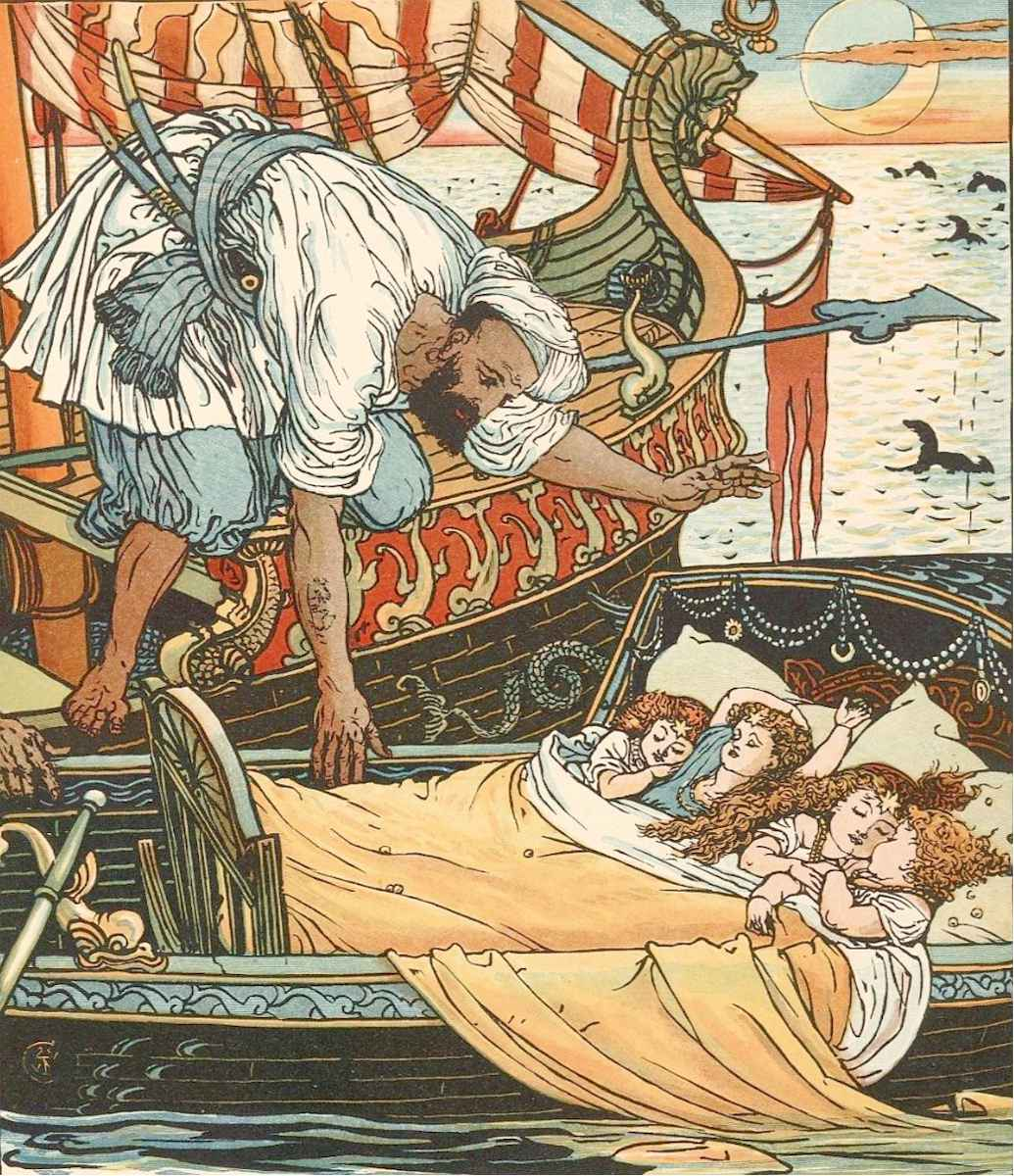
Os filhos da Rainha Blondine e a irmã Morena são resgatados pelo capitão depois de sete dias no mar; ilustração de Walter Crane

A rainha foi reduzida à pobreza e a venda todas as suas riquezas para sustentar a si e ás suas três filhas. Um dia, uma velha mulher aproximou-se e implorou que as alimentar com uma boa refeição. Elas fizeram, e a mulher, revelando ser uma fada, prometeu que da próxima vez se eles desejarem algo sem pensar, tornar-se-á seria realidade. Por um longo tempo, eles não poderiam fazer um desejo sem pensar dela, mas um dia, o rei aproximou-se. A filha mais velha, Roussette disse que se ela casou com o almirante do rei e que ela iria fazer velas para todos os seus navios; a segunda, Morena, que casou com o irmão do rei, ela iria fazer com que ele renda o suficiente para encher um castelo; o terceiro, Blondine, que casou com o rei, ela lhe daria dois filhos e uma filha, que teria de ouro correntes em volta de seus pescoços e estrelas na testa, e jóias de cair de seus cabelos.
Um favorito repetiu suas palavras, o rei, que chamou as irmãs, e logo os casamentos foram celebrados. Uma esplêndida festa de casamento apareceu do nada, servido em pratos de ouro, e a mulher percebeu que ele era da velha mulher. Roussette escondeu os pratos quando eles saíram, mas eles foram virou-se para o barro , quando ela chegou.
A mãe do rei estava furiosa ao ouvir que seus filhos tinham casado com tais humildes mulheres. Roussette estava com ciúmes de suas irmãs. Morena deu à luz um filho e morreu no parto. Blondine deu à luz dois filhos e uma filha, e a rainha e a Roussette colocou três cães no seu lugar. Eles levaram as crianças, incluindo Morena, e deu-lhes a uma empregada doméstica, que queria matá-los, mas coloca-los em um barco, com colares que podem pagar por seu apoio se alguém encontrou-los. A rainha foi enviado de volta para a sua mãe.
As fadas protegeram o barco, até que ele caiu em um navio pirata. O capitão trouxe a sua esposa sem filhos. Quando eles descobriram que as jóias cairam no cabelo das crianças, o capitão deu a sua pirataria, porque ele seria rico sem ele. Eles batizaram a princesa Belle-Etoile (francês para "Bela Estrela"); seu irmão mais velho, Petit-Soleil ("Pequeno Sol"); tempo de sua juventude, Heureux ("Feliz"); e seu primo, que não tiveram a cadeia ou estrelas, mas era mais bonita do que seus primos, Chéri ("Darling").
Como Belle-Etoile e Chéri cresceram, elas caíram no amor, mas acreditando em si o irmão e a irmã, arrependeram-se profundamente. Um dia, ela ouviu o pirata e a sua esposa falando, e apecerbem-se de onde tinham vindo. Ela contou aos seus irmãos e a um primo, e eles disseram que o pirata e sua esposa que queriam sair. O pirata implorou-as para ficar com ele, mas Heureux persuadido de que elas também saberiam muito sobre o seu nascimento. Elas embarcam num lindo navio. Ela chegou ao castelo do rei, seu pai, e o rei ficou maravilhado sobre eles. Eles pediram apenas para uma casa em que para ficar.
A Rainha-Mãe percebeu que estas eram as suas netas. Mandou a empregada que não as tinha matado, e a mulher disse a Belle-Etoile que ela precisava da dança de água, que poderia mantê-la sempre à procura de idade. Ela contou essa história e Chéri definir de uma vez, contra a sua vontade. Ele encontrou uma mola e resgatou uma pomba de afogamento. É conjunto de todos os tipos de animais que toca a desenterrar a dança de água, e Chéri voltou com ele. Ele libertou a pomba e ela voou.

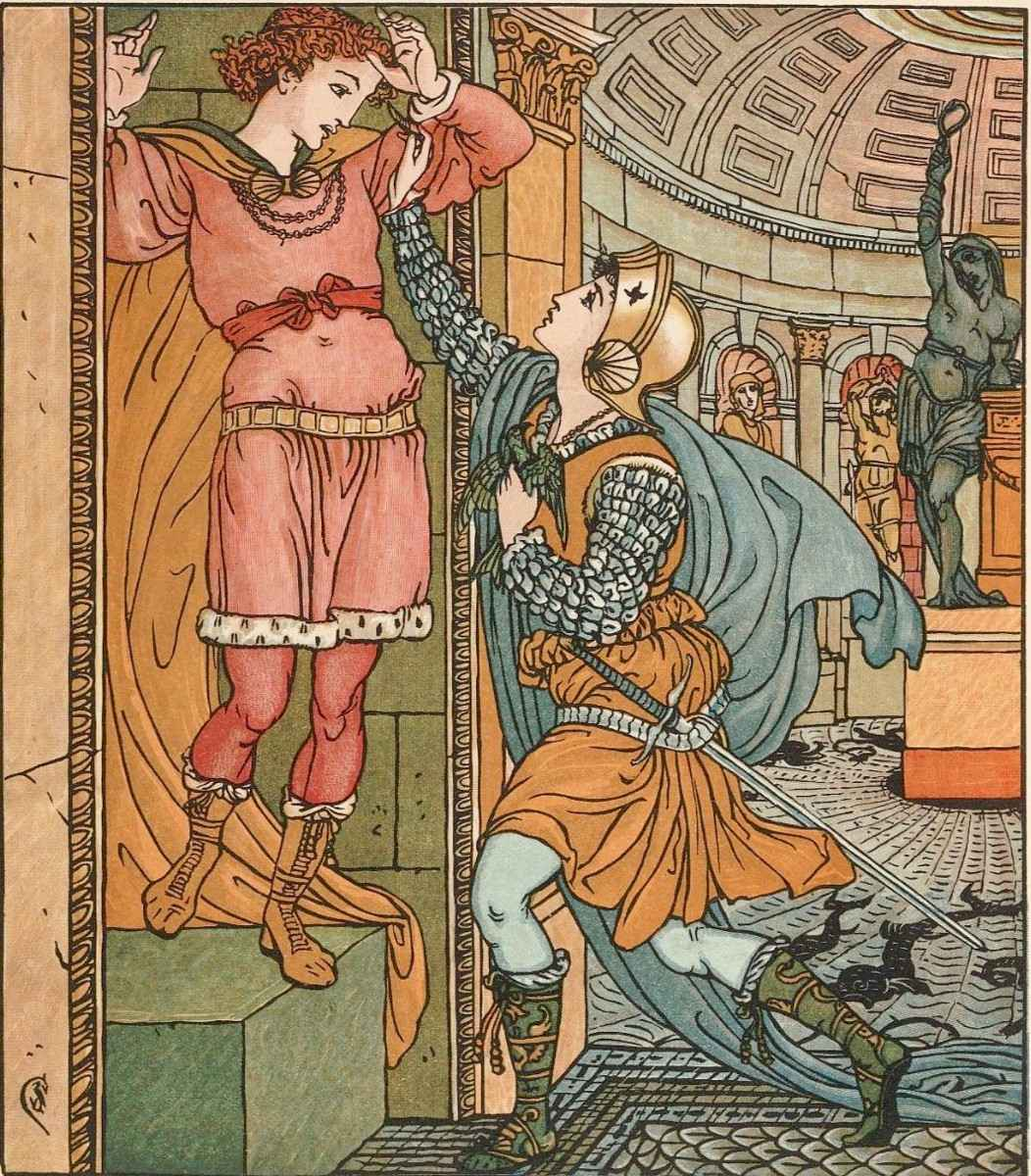
Princesa Belle-Etoile resgata o Príncipe Cheri, numa ilustração de Walter Crane

A empregada voltou com um conto de um canto da maçã, e Chéri mais uma vez sai. Desta vez, uma leitura estranha dirigiu-lhe a maçã, e por ajudar uma pomba ferida, ele ganha o conhecimento do dragão que guardava, e como ele poderia ser assustado fora por espelhos, e voltou com a maçã.
A empregada voltou com um conto de um pequeno pássaro verde, que sabia de tudo. Belle-Etoile estava profundamente angustiada por isso, quando ela percebeu que poderia dizer a ela que seus pais foram, e de onde elas vieram. Chéri define novamente, mas quando ele tinha quase alcançado o pássaro, a pedra abriu, e ele caiu num salão e foi transformado em pedra. Belle-Etoile caiu doente de angústia, e na sua ausência o Petit-Soleil começou a encontrar Chéri, mas sofreu o mesmo destino e de seguida, Heureux fez o mesmo.
Belle-Etoile estabelece depois deles, e resgata uma pomba de neve. Ele aconselhou a não subir a montanha onde o pássaro empoleirado, mas para cantar, e atrai-o para baixo. Ela fez isso, e o pássaro aconselhou a libertar os seus irmãos e todo os outros prisioneiros.
Enquanto isso, a Rainha-Mãe convenceu o rei a casar novamente com Blondine. Roussette convenceu a rainha a convidar Blondine para o casamento. O rei convidou os quatro filhos, e deixou um cavalheiro para aguardar a sua chegada. O senhor, em sua chegada, disse-lhes o rei da história. Belle-Etoile e seus irmãos chegaram para o casamento, trazendo os seus tesouros, e conta que eles foram abandonados, e mostrou-os ao rei. Finalmente, o rei perguntou ao pássaro verde que são essas crianças, e de onde elas vieram. O pássaro proclamou que eles eram os filhos do rei e sobrinho.
A Rainha-Mãe, Roussette e a empregada foram todos castiagados, e em vez de casar-se com ele mesmo, o rei casou com sua filha Belle-Etoile para Chéri.